# Nord-Norgesmesterskap
La Nord-Norgesmesterskap fu una competizione organizzata in Norvegia dai club del Nord-Norge, la zona settentrionale del paese, a partire dal 1929. A questi club non era infatti permessa la partecipazione alla Norgesmesterskapet fino al 1962. Dopo l'ammissione di queste squadre, la Nord-Norgesmesterskap perse importanza e fu cancellata dopo l'edizione del 1969.

## Vittorie per club
| Squadra              | Vittorie | Secondi posti | Anni vittorie                                                    |
| -------------------- | -------- | ------------- | ---------------------------------------------------------------- |
| Bodø/Glimt           | 9        | 5             | 1930, 1933, 1934, 1939, 1952, 1963, 1964, 1967, 1969             |
| Harstad              | 9        | 6             | 1932, 1938, 1953, 1954, 1955, 1957, 1958, 1962, 1965, 1966, 1968 |
| Mjølner              | 9        | 6             | 1935, 1946, 1947, 1948, 1951, 1960, 1961, 1965, 1966             |
| Narvik/Nor           | 4        | 7             | 1929, 1937, 1950, 1959                                           |
| Tromsø               | 3        | 2             | 1931, 1949, 1956                                                 |
| Fløya                | 1        | -             | 1936                                                             |
| Kirkenes             | -        | 2             | -                                                                |
| Mo                   | -        | 2             | -                                                                |
| Bardufoss/Omegn      | -        | 1             | -                                                                |
| Template:Calcio Bodo | -        | 1             | -                                                                |
| Mosjøen              | -        | 1             | -                                                                |
| Norild               | -        | 1             | -                                                                |
| Sandnessjøen         | -        | 1             | -                                                                |